# Coalville (Iowa)
Coalville è un centro abitato e un Census-designated place (CDP), situato nella contea di Webster, nello Stato dell'Iowa. Al censimento del 2000 contava 591 abitanti.

## Geografia fisica
Coalville è situata a 340 m s.l.m. e, secondo l'United States Census Bureau ha una superficie di 5,6 km2.